# La Cabanasse
La Cabanasse (katalanisch la Cabanassa) ist eine französische Gemeinde mit 700 Einwohnern (Stand 1. Januar 2022) im Département Pyrénées-Orientales in der Region Okzitanien. Sie gehört zum Arrondissement Prades und zum Kanton Les Pyrénées catalanes.

## Geografie

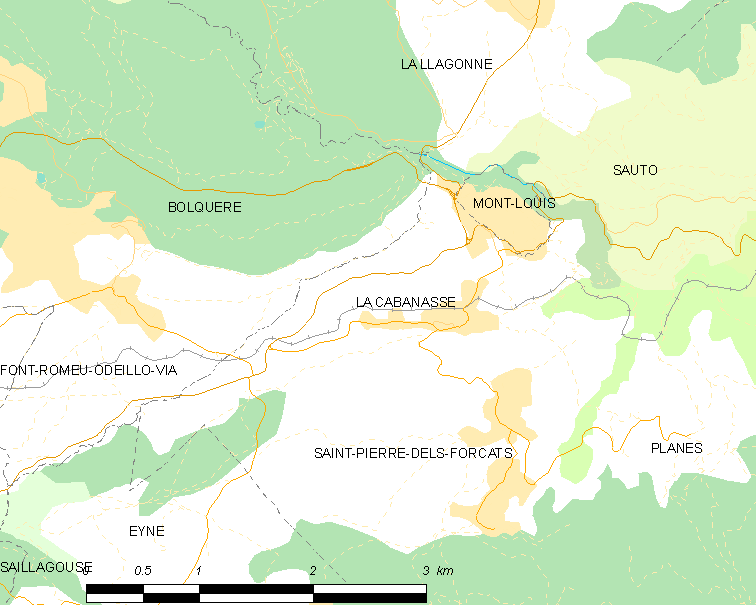
Karte von La Cabanasse

## Nachbargemeinden
Nachbargemeinden von La Cabanasse  sind La Llagonne im Norden, Mont-Louis im Nordosten, Sauto im Osten, Saint-Pierre-dels-Forcats im Süden, Eyne im Südwesten und Bolquère im Westen.

## Bevölkerungsentwicklung
| Jahr      | 1962 | 1968 | 1975 | 1982 | 1990 | 1999 | 2013 |
| Einwohner | 266  | 452  | 589  | 526  | 577  | 622  | 684  |

## Sehenswürdigkeiten
- Kirche Notre-Dame-de-l’Assomption